# Хуан Гойтисоло
Хуан Гойтисоло (на испански: Juan Goytisolo) е испански поет и писател на произведения в жанра драма, биография, мемоари и пътепис. Считан е за един от най-важните испански автори на своето време. Той е известен критик на диктаторските режими в страната и католическите ценности в испанското общество. Братята му Хосе Агустин Гойтисоло и Луис Гойтисоло също са писатели.

## Биография и творчество
Хуан Гойтисоло е роден на 5 януари 1931 г. в Барселона, Испания, в семейство от висшата класа. Има сестра, Мария, и двама братя. Баща му е затворен от републиканското правителство по време на Гражданската война в Испания, а майка му е убита при първото франкистко нападение на Барселона през 1938 г. След войната учи в йезуитското училище в Барселона, където започва да пише като юноша. След това в периода 1948 – 1952 г. посещава юридическите факултети в Мадридския университет и в Университета в Барселона, но напуска, без да завърши.
Първият му роман „Juegos de manos“ (Младите убийци) е издаден през 1954 г. Вторият му роман „Печал в рая“ е издаден през 1955 г.
През 1956 г. изпълнява шестмесечна военна служба в Матаро, което вдъхновява някои от ранните му истории. Като противник и критик на Франко, той напуска Испания същата година и отива във Франция. В Париж работи като консултант за издателство „Галимар“ и продължава да пише. Там се срещна с бъдещата си съпруга Моник Ланг и Жан Гене, които му повлияват на визията му за литература. Докато живее в Париж, започва най-експерименталната страна на книгите си. Смесвайки поезия с живопис, и художествена литература с нехудожествена, той изследва възможностите на езика, оставяйки назад социалния характер на първите си романи. Резултат от това са поредиците „Ефемерното утре“ и „Алваро Мендиола“.
В периода 1969 – 1975 г. работи като преподавател по литература в университети в Калифорния, Бостън и Ню Йорк. Докато работи там, прави преводи на Жозе Бланко Уайт, които публикува отчасти като критика на Испания при Франко. Тези и всичките му произведения са забранени в Испания до смъртта на Франко през 1975 г.
През 1978 г. се жени за Моник Ланг и живее с нея до смъртта ѝ през 1996 г. Двамата имат отворен брак и той поддържа връзки и с мъже. През 70-те години посещава Маракеш, Мароко, а през 1981 г. купува там къща. През 1996 г., след смъртта на съпругата си, се премества да живее в Маракеш.
Първата си награда „Европалия“ получава през 1985 г. за цялостното си творчество. През 2008 г. писателят е удостоен с Националната награда на Испания за литература, а през 2014 г. е удостоен с наградата „Сервантес“, най-престижната литературна награда в испаноезичния свят.
През последните месеци от живота си е в инвалидна количка заради здравословни проблеми, сред които и счупен таз.
Хуан Гойтисоло умира на 4 юни 2017 г. в Маракеш. Погребан е в гражданското гробище в Лараш, Мароко. На негово име е кръстен площад в Мадрид.

## Произведения

### Самостоятелни романи
- Juegos de manos (1954)
- Duelo en el Paraíso (1955)
Печал в рая, изд.: „Народна култура“, София (1964), прев. Тодор Нейков
- Para vivir aquí (1960)
- La isla (1961)
Островът, изд.: „Хр. Г. Данов“, Пловдив (1987), прев. Екатерина Делева
- La Chanca (1962)
- Fin de fiesta. Tentativas de interpretación de una historia amorosa (1962)
- Makbara (1980)
- Paisajes después de la batalla (1985)
- Las virtudes del pájaro solitario (1988)
- La cuarentena (1991)
- La saga de los Marx (1993)
- El sitio de los sitios (1995)
- Las semanas del jardín (1997)
- Carajicomedia (2000)
- State of Siege (2002)
- Telón de boca (2003)
- El exiliado de aquí y allá (2008)

### Серия „Ефемерното утре“ (El mañana efímero)
1. El circo (1957)
2. Fiestas (1958)
3. La Resaca (1958)
Утайка, изд.: „Народна младеж“, София (1963), прев. Тодор Нейков

### Серия „Алваро Мендиола“ (Álvaro Mendiola)
1. Señas de identidad (1966)
2. Reivindicación del conde don Julián (1970)
3. Juan sin Tierra (1975)

### Документалистика
- Campos de Níjar (1954) – пътепис
- Pueblo en marcha. Tierras de Manzanillo. Instantáneas de un viaje a Cuba (1962) – пътепис
- Coto vedado (1985) – мемоари
- En los reinos de taifa (1986) – мемоари
- Alquibla (1988) – сценарий
- Estambul otomano (1989) – пътепис
- Aproximaciones a Gaudí en Capadocia (1990) – пътепис
- Cuaderno de Sarajevo (1993) – пътепис
- Argelia en el vendaval (1994) – пътепис
- Paisajes de guerra con Chechenia al fondo (1996) – пътепис
- Lectura del espacio en Xemaá-El-Fná (1997)
- El universo imaginario (1997)
- Diálogo sobre la desmemoria, los tabúes y el olvido (2000) – разговор с Гюнтер Грас
- Paisajes de guerra: Sarajevo, Argelia, Palestina, Chechenia (2001)
- Pájaro que ensucia su propio nido (2001)
- Memorias (2002)
- España y sus Ejidos (2003)
- Cinema Eden: Essays from the Muslim Mediterranean (2003)

### Екранизации
- 1980 Gioco di morte – ТВ филм
- 1984 Campos de Níjar – документален
- 1988 Alquibla – документален ТВ сериал